# Kosaku Takahashi
Kosaku Takahashi (高橋 耕作, Takahashi Kōsaku, nascido em 25 de julho de 1944) é um ex-ciclista olímpico japonês. Takahashi representou seu país durante os Jogos Olímpicos de Verão de 1964, em Tóquio.